# Fête du Rédempteur
 (novembre 2022).

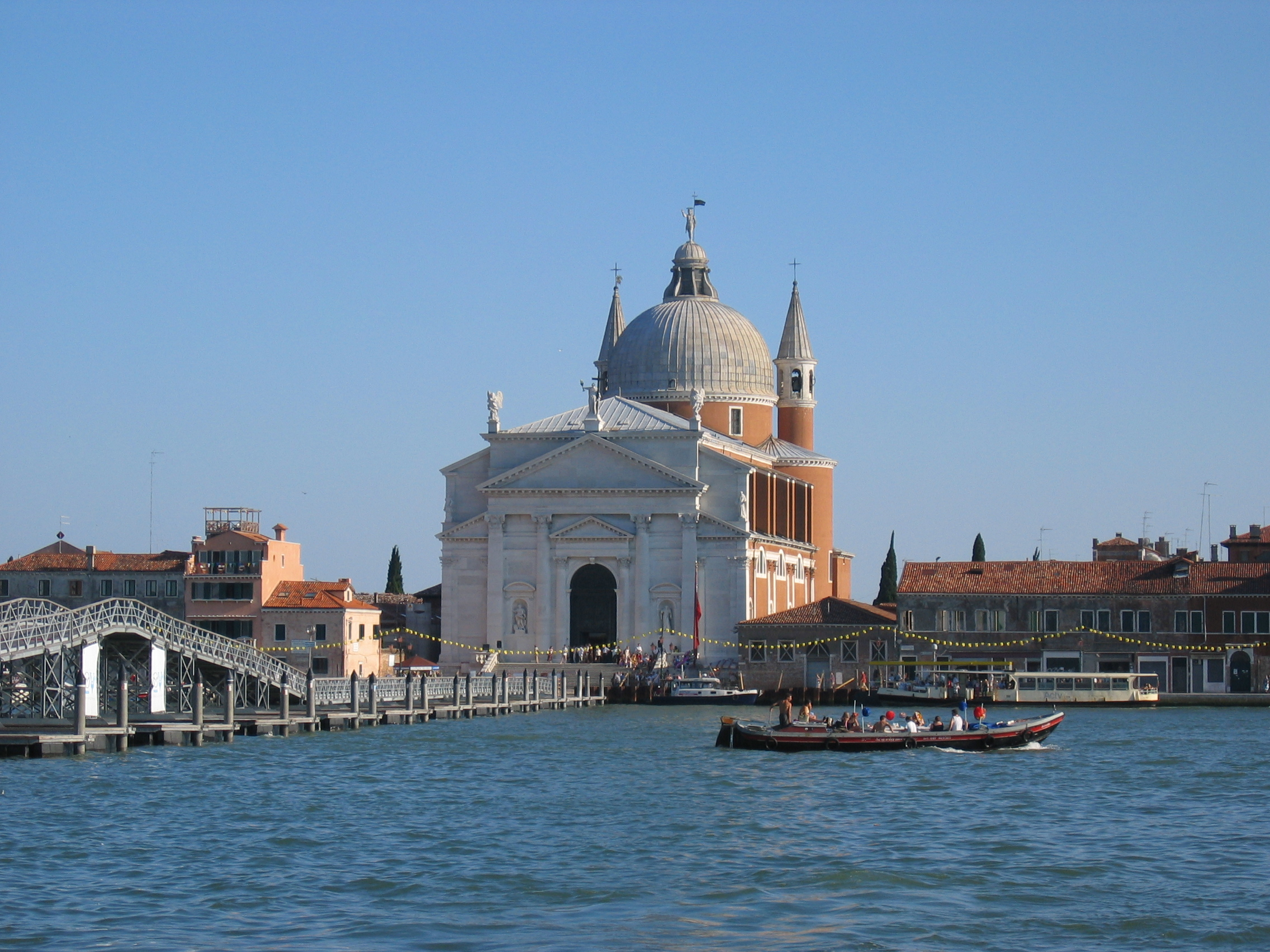
Église du Rédempteur avec son pont de barques votif

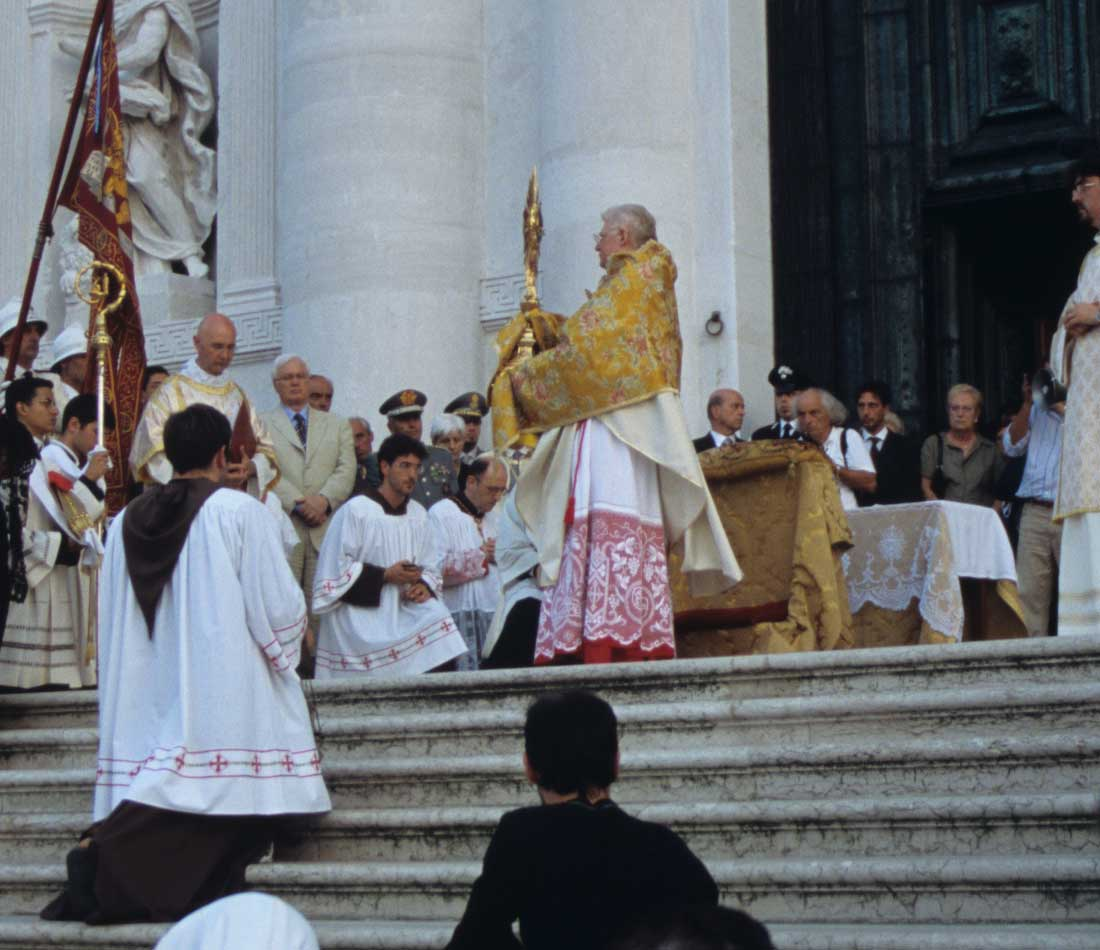
Bénédiction du Saint-Sacrement par le Patriarche Angelo Scola.

La Fête du Rédempteur (en italien, Festa del Redentore) est une fête tenue chaque année à Venise, en Italie, les troisièmes samedi et dimanche du mois de juillet, pour commémorer la fin de la grande épidémie de peste de 1575-1576.

## Origines
Cette fête est une action de grâce commémorant la fin de la terrible épidémie de peste de 1575-1576, au cours de laquelle moururent plus de 60 000 Vénitiens, parmi lesquels le grand peintre Tiziano Vecellio (Le Titien). Cette épidémie de peste frappa lourdement l'Italie, la Sicile, et une partie du Nord de l'Europe.
Le doge Alvise Ier Mocenigo avait promis de construire une église magnifique si la peste s'arrêtait. L'architecte Andrea Palladio, assisté de Antonio da Ponte, fut chargé d'édifier une église majestueuse sur l'ïle de la Giudecca. Cette église, connue sous le nom de Il Redentore (Le Rédempteur), fut consacrée en 1592 ; elle est un des plus importants exemples de l'architecture religieuse palladienne.
Après que la première pierre eut été posée; le 3 mai 1577, une petite église en bois fut construite à titre temporaire, et le dimanche 21 juillet 1577, un pont provisoire était mis en place pour relier la place Saint-Marc à l'église du Rédempteur sur l'île de la Giudecca.

## Pont provisoire
À l'origine, le pont votif provisoire, dit du Rédempteur, était constitué de galères amarrées les unes aux autres, sur lesquelles on posait un plancher. Le pont partait de la place Saint-Marc pour rejoindre la Giudecca, et mesurait 620 mètres ; il était surélevé à certains endroits pour permettre le passage des bateaux empruntant le Grand Canal. Le doge Sebastiano Venier, vainqueur de la bataille navale de Lépante, pouvait ainsi mener la procession, et rendre publiquement grâce au Rédempteur.
Plus tard, on fit partir le pont de l'église Spirito Santo, sur les quais des Zattere dans le Dorsoduro ; ne traversant plus l'entrée du Grand Canal, sa longueur a ainsi été réduite à 360 mètres. Au XIXe siècle, on remplaça les galères par des « péottes », gondoles de transport à fond plat qui étaient alors utilisés dans la lagune. Quand les péottes furent abandonnées, il devint impossible de construire le pont en respectant la tradition ; les autorités firent donc appel aux militaires du Génie qui installèrent un pont flottant de type Bailey. L'actuel pont du Rédempteur est constitué de plate formes métalliques flottantes ; il comprend 16 modules soutenus par 34 barges amarrées à un pieu en acier pour empêcher sa dérive. Large  de 3,6 mètres, il enjambe le canal sur une longueur de 333 mètres. Sa hauteur par rapport au niveau de la mer est de 1,2 mètre, sauf en son milieu où il est surélevé pour laisser le passage à la navigation.

## Déroulement
Le samedi, veille de la fête, un grand feu d'artifice est tiré dans la nuit. Mais auparavant, dès le matin, tout Venise se livre à des préparatifs : les gens décorent leur bateau, ou encore la terrasse au sommet du toit d'où ils admireront les feux d'artifice, pendant que restaurants et particuliers couvrent les quais et les rues de tables pour le repas du soir. Lorsque le soleil se couche, le bassin de Saint-Marc se couvre de bateaux de toutes sortes et de toutes tailles, décorés de ballons et de guirlandes, et des milliers de Vénitiens attendent les feux d'artifice en dînant à bord des bateaux, ou dans les restaurants en plein air.
Enfin, entre 10 heures du soir et minuit, le feu d'artifice commence, tiré à partir de pontons situés près de l'îlot de San Giorgio Maggiore. Le bassin de Saint-Marc plonge alors dans une ambiance de folie, pendant que les feux d'artifice se succèdent sans discontinuer pendant 45 à 60 minutes, illuminant la nuit, couvrant les spectateurs les plus proches de petits débris de carton brûlé, cependant qu'un épais nuage de fumée couvre le bassin, sous les acclamations de la foule qui salue les plus beaux tirs. Après le bouquet final, les plus jeunes se dirigent vers le Lido, pour y passer la nuit sur le sable en attendant l'aurore.
À l'occasion de cette fête, la Giudecca est reliée au reste de Venise par un pont de bateaux.
Le dimanche est consacré aux célébrations religieuses, à la fin desquelles le patriarche de Venise bénit la ville.
En 2006, à l'occasion de la Fête du Rédempteur, a été célébrée la victoire de l'équipe italienne dans la Coupe du monde de football, et des feux d'artifice aux couleurs du drapeau italien ont alors été tirés.
Au-delà de son caractère folklorique, cette fête souligne (tout comme la Fête de la Salute) le caractère dramatique des épidémies de peste à Venise : celle-ci en effet y était particulièrement exposée, en tant que cité portuaire de première importance, au contact direct de l'Orient.